# Cliff Branch
Pour les articles homonymes, voir Branch.
Pro Football Hall of Fame 2022
(en) Statistiques sur pro-football-reference
Clifford Branch, dit Cliff Branch, né le 1er août 1948 à Houston (Texas) et mort le 3 août 2019 à Bullhead City (Arizona), est un joueur américain professionnel de football américain.

## Carrière
Ce wide receiver a joué toute sa carrière professionnelle en National Football League (NFL) pour les Raiders de Los Angeles / Raiders d'Oakland (1972-1985). Il évolue ensuite chez les Cobras de Los Angeles (1988) en Arena Football League.
Au niveau universitaire, il a joué pendant deux années chez les Buffaloes de l'université du Colorado.
Il est le seul wide receiver des Raiders à avoir joué et remporté les trois Super Bowls de l'histoire de cette franchise à savoir les Super Bowl XI, Super Bowl XV et Super Bowl XVIII,.
Cliff Branch termine ses quatorze saisons NFL avec un total de 501 réceptions pour un gain cumulé de 8 685 yards et 67 touchdowns. Il comptabilise également 70 yards gagnés à la course et 191 yards supplémentaire gagnés à la suite de neuf retours de kickoff pour un gain ,.
Lorsqu'il a pris sa retraite NFL, il menait les statistiques au niveau des matchs de phase finale avec 73 réceptions pour un gain de 1 289 yards (moyenne de 17,7 yards par réception) et cinq touchdowns.
Malgré son palmarès, Cliff Branch n'a jamais été intronisé de son vivant au Pro Football Hall of Fame. Il le sera néanmoins à titre posthume en 2022.

## Mort
Cliff Branch meurt le 3 août 2019, deux jours après son 71e anniversaire,. Il est retrouvé mort de cause naturelle dans une chambre d'hôtel à Bullhead City en Arizona.

## Records
- NCAA Division I FBS : partage le record du nombre de touchdown (8) à la suite d'un retour de kickoff[2] ;
- Record de la franchise des Raiders d'Oakland de la plus longue réception (passe de 99 yards par Jim Plunkett en 1983)[1].